# ماهاديفي فارما
ماهاديفي فارما، (26 مارس 1907 - 11 سبتمبر 1987) شاعرة وروائية هندية.
بدأت حياتها المهنية في مجال التدريس، كانت مديرة مدرسة برياغ ماهيلا فيديابيث. تزوجت لكنها اختارت أن تعيش حياة الزهد، كانت أيضًا رسامة ماهرة ومترجمة مبدعة. تميزت بحصولها على جميع الجوائز الهامة في الأدب الهندي، وباعتبارها أكثر النساء شعبية في القرن الماضي، فقد حظيت بالاحترام طوال حياتها. في عام 2007 احتُفل بالذكرى المئوية لميلادها.

## الحياة

### حياتها المبكرة
وُلدت فارما في 26 مارس من عام 1907 في عائلة كاياثا الهندوسية في فروخاباد، ولاية أوتار براديش، الهند. والدها، جوفيند براساد فارما، كان أستاذ جامعة في بهاجالبور، أما والدتها، هيم راني ديفي، كانت امرأة متدينة، نباتية ولديها اهتمام كبير بالموسيقى والقراءة. وعلى العكس، كان والدها عالمًا ومحبًا للموسيقى وملحدًا وعاشقًا للصيد وشخصًا مرحًا.

### التعليم
قُبلت فارما في مدرسة الدير، ولكنها حصلت لاحقًا على القبول في كلية كروستويت للبنات في الله أباد. وفقًا لفارما، فهي تعلمت قوة الوحدة أثناء إقامتها في سكن كروستويت، حيث كان يعيش الطلاب من ديانات مختلفة معًا. بدأت في كتابة القصائد سرًا، ولكن أُعلنت موهبتها الخفية عند اكتشاف قصائدها المخبأة من قبل زميلتها في الغرفة سوبهادرا كوماري شوهان (المعروفة في المدرسة بكتابة القصائد).
اعتادت الصديقتان إرسال القصائد للنشر في المجلات الأسبوعية بالإضافة إلى حضور الندوات الشعرية، والالتقاء بشعراء هنديين بارزين، وإلقاء القصائد على الجمهور. استمرت هذه الشراكة حتى تخرجت سوبهادرا من كروستويت.
كتبت فارما في كتابها مير باتشبان كي دين (أيام طفولتي)، أنها كانت محظوظة جدًا لكونها ولدت في أسرة ليبرالية في وقت كانت الطفلة تعتبر عبئًا على الأسرة. كان جدها يطمح إلى أن تصبح عالمة، على الرغم من إصراره على الامتثال للتقاليد والزواج في سن التاسعة. أتقنت والدتها اللغتين السنسكريتية والهندية، وكانت سيدة متدينة للغاية. تنسب ماهاديفي الفضل إلى والدتها في إلهامها كتابة القصائد والاهتمام بالأدب.
بعد تخرجها في عام 1929، رفضت تمامًا الذهاب والعيش مع زوجها سواروب نارين فارما وفضلت البقاء عازبة، حتى أنها حاولت إقناعه بالزواج مرة أخرى دون جدوى. فكرت لاحقًا أن تصبح راهبة بوذية لكنها اختارت في النهاية ألا تفعل ذلك، رغم دراستها لنصوص بالي وبراكريت البوذية كجزء من درجة الماجستير.

### المسيرة المهنية

#### الأدب
ألّفت في عام 1930 كتاب نيهار، في عام 1932 رشمي، في عام 1933 نيرجا، في عام 1935، نُشرت مجموعتها الشعرية بعنوان ساندهياغييت. في عام 1939، نشرت أربع مجموعات شعرية مع الأعمال الفنية تحت عنوان ياما. كتبت أيضًا 18 رواية وقصة قصيرة كما اعتُبرت شخصية رائدة في الحركة النسائية الهندية.

#### مناصرة المرأة
تركزت مهنة فارما دائمًا حول الكتابة والتحرير والتدريس. ساهمت بشكل كبير في تطوير مدرسة برياغ ماهيلا فيديابيث في الله أباد. كان هذا النوع من المسؤولية يعتبر خطوة ثورية في مجال تعليم المرأة خلال تلك الفترة. في عام 1923، تولت إدارة مجلة المرأة الرائدة تشاند. في عام 1955، أنشأت فارما البرلمان الأدبي في الله أباد بمساعدة إيلاشاندرا جوشي، واستلمت التحرير والنشر.
في عام 1937، بنت منزلًا في قرية على بعد 25 كم من ناينيتال، أطلقت عليه اسم معبد ميرا. بدأت العمل من أجل سكان القرية ومن أجل تعليمهم. قامت بالكثير من العمل بهدف تعليم النساء وحصولهن على الاكتفاء الذاتي الاقتصادي. يُعرف هذا المعبد اليوم باسم متحف ماهاديفي ساهيتيا.